# Cure (Stargate SG-1)
Cure (Cura) es el décimo episodio de la sexta temporada de la serie de televisión de ciencia ficción Stargate SG-1, y el episodio N.º 120 de toda la serie.

## Trama
Las máximas autoridades del planeta Pangar, se preparan frente al Portal para recibir a los representantes de otro mundo, que resultan ser el SG-1. El equipo es conducido a la ciudad donde hablan con los representantes de Pangar sobre negociaciones diplomáticas. Estos aprovechan para mostrarles su invención más importante, la Tretonina; una droga que les da una perfecta salud.
En las ruinas del Portal, Jonas y Teal'c conoce a Zenna Valk, con quien hablan sobre este.
En la ciudad, O'Neill y Carter continúan las negociaciones para adquirir la Tretonina, pero extrañamente a cambio de ésta los Pangarianos desean visitar ciertas direcciones, que son mundos Goa’uld. En las ruinas, Zenna muestra a Jonas y Teal'c una cámara subterránea que contiene más información sobre el Goa'uld que gobernó dicho mundo. Zenna también desea hablarles algo respecto a la Tretonina, pero cuando Jonas la confronta más adelante ella no quiere decir nada. Debido a esto, Jonas entra en una tienda buscando alguna pista y encuentra un mapa de la ciudad. 
En la noche entonces, Jonas y Teal'c se infiltran en un complejo y encuentran un gran estaque lleno de simbiontes Goa'uld. Los descubren y Jonas con un guardia caen allí. Aunque Jonas es sacado a tiempo, el otro sujeto es infectado por un Goa'uld. Al otro día, El líder Pangariano informa al SG-1 que utilizan esos simbiontes para fabricar Tretonina. Más adelante, le revelan al equipo que sacan los simbiontes de una Reina Goa'uld encontrada en éxtasis en las ruinas hace 60 años. Ellos también hablan sobre el hombre infectado que parece estar en un inusual coma, por lo que el SG-1 llama a los Tok'ra.
Dos Tok'ra, Malek y Kelmaa, llegan y examinan al hombre infectado. Después revisan a la reina, y descubren que pronto morirá. 
Más adelante, la Dra. Fraiser informa al SG-1 que la Tretonina destruye el sistema inmunitario humano, volviendo al usuario en dependiente de ésta. Los Pangarianos revelan que aún no pueden revertir los efectos de la Tretonina.
En la cámara subterránea Jonas, Zenna y Teal'c investigan más, y descubren que Ra alguna vez vivió en Pangar. Sin embargo lo más impactante resulta ser que la Reina descubierta, es en realidad Egeria, la madre de todos los Tok'ra, que fue derrotada por Ra y encarcelada allí para siempre como castigo. Jonas informa lo averiguado al resto del equipo, y luego se lo comunican a los Tok'ra. Poco después estos dicen que no pueden elaborar un antídoto debido ya que hay algo extraño en los simbiontes; de hecho dicen que la Tretonina debería funcionar mejor.
Como los Pangarianos se niegan a liberar a Egeria, Kelmaa decide ayudarla entrando a su cuarto y sacrificándose para que Egeria ocupe a su anfitriona. Egeria despierta más tarde y habla con Malek. Le dice que ella sabe que morirá dentro de poco, pero que está muy feliz y orgullosa por lo que han logrado sus hijos.
Jonas en tanto le cuenta a Zenna sobre su gente y como ellos construyeron la bomba de Naquadriah. Más adelante Egeria revela que ella pasó un gen dañino a sus crías para forzar a los Pangarianos a detener la producción de Tretonina, pero esto no funcionó. Sin embargo ella también dice que sabe cómo salvar a la gente de Pangar y que esto será su acto final. Debido a esto los Pangarianos se disculpan con ella y se lo agradecen. 
Luego de la muerte de Egeria, su cuerpo de finalmente es llevado por los Tok'ra a través del Portal y el SG-1 se despide de los Pangarianos, quienes esperan poder seguir con futuras negociaciones.

## Artistas invitados
- Peter Stebbings como Malek.
- Malcolm Stewart como Dollen.
- Gwynyth Walsh como Kelmaa/Egeria.
- Allison Hossack como Zenna Valk.
- Daryl Shuttleworth como el Comandante Tagar.
- Trever Havixbeck como Centinela Pangariano.
- Andrew Moxham como Centinela Pangariano.
- Teryl Rothery como la Dra. Fraiser.[3]